# Cuxhavener Kunstverein
Der Cuxhavener Kunstverein ist ein im Jahre 1991 gegründeter Kunstverein in Cuxhaven. Schwerpunkt der Aktivitäten des Kunstvereins ist mit jährlich ca. sechs Ausstellungen die Präsentation zeitgenössischer Kunst.

## Arbeit des Vereins
Ausdrücklich wollten die Gründungsmitglieder ihre Neugründung „ideell als Fortsetzung der 1918 in Cuxhaven gegründeten und 1933 von den Nationalsozialisten verbotenen "Cuxhavener Kunstgesellschaft“ verstanden wissen. Wesentliche Voraussetzung zum Zeitpunkt der Neugründung war die Unterstützung durch die Stadt Cuxhaven: die Stadt hatte die ‚Alte Auktionshalle’ in der damaligen Großen Hardewiek 35 (heute Segelckestraße 25) als künftigen Sitz zur Verfügung gestellt. Seiner inhaltlichen Konzeption ist der Verein bis heute treu geblieben: „Der Verein hat sich die Erschließung, Darstellung und Förderung qualifizierter zeitgenössischer bildender Kunst […]  vor einer breiten Öffentlichkeit in Cuxhaven zum Ziel gesetzt. Hierzu soll ein Querschnitt aller zeitgenössischer Kunstrichtungen des In- und Auslandes gezeigt sowie erläutert und damit zum kritischen Umgang mit moderner Kunst angeregt werden.“ Der Verein hat ca. 100 Mitglieder und wird ehrenamtlich geführt.
Gezielt ist in den vergangenen Jahren die ausstellungsbezogene Kunstvermittlungsarbeit intensiviert worden. In Ausstellungen und Aktionen hat der Kunstverein national und international beachtete, aber auch junge förderungswürdige Künstler mit ihren Arbeiten vorgestellt: z. B. Katja Eckert, Rupprecht Geiger, Ólafur Gíslason, Antje Schiffers, Marina Schulze, Strawalde, Antoni Tàpies, Timm Ulrichs. Im Rahmen des Projekts „Follow Me – Kunst an der Unterelbe“ hat der britische Künstler Antony Gormley im Jahr 1997 seine 100 lebensgroßen Figuren im Cuxhavener Watt aufgestellt.
Über seine Ausstellungsarbeit hinaus bietet der Kunstverein in seiner ihm angegliederten Kunstwerkstatt in Kursen und Projekten Kunstvermittlung und ästhetische Bildung für alle Altersgruppen der Bevölkerung an und setzt mit kultureller Jugendarbeit einen besonderen Akzent.